# Cocorova (okręg Gorj)
Cocorova – wieś w Rumunii, w okręgu Gorj, w gminie Turburea. W 2011 roku liczyła 489 mieszkańców.